# Die-in

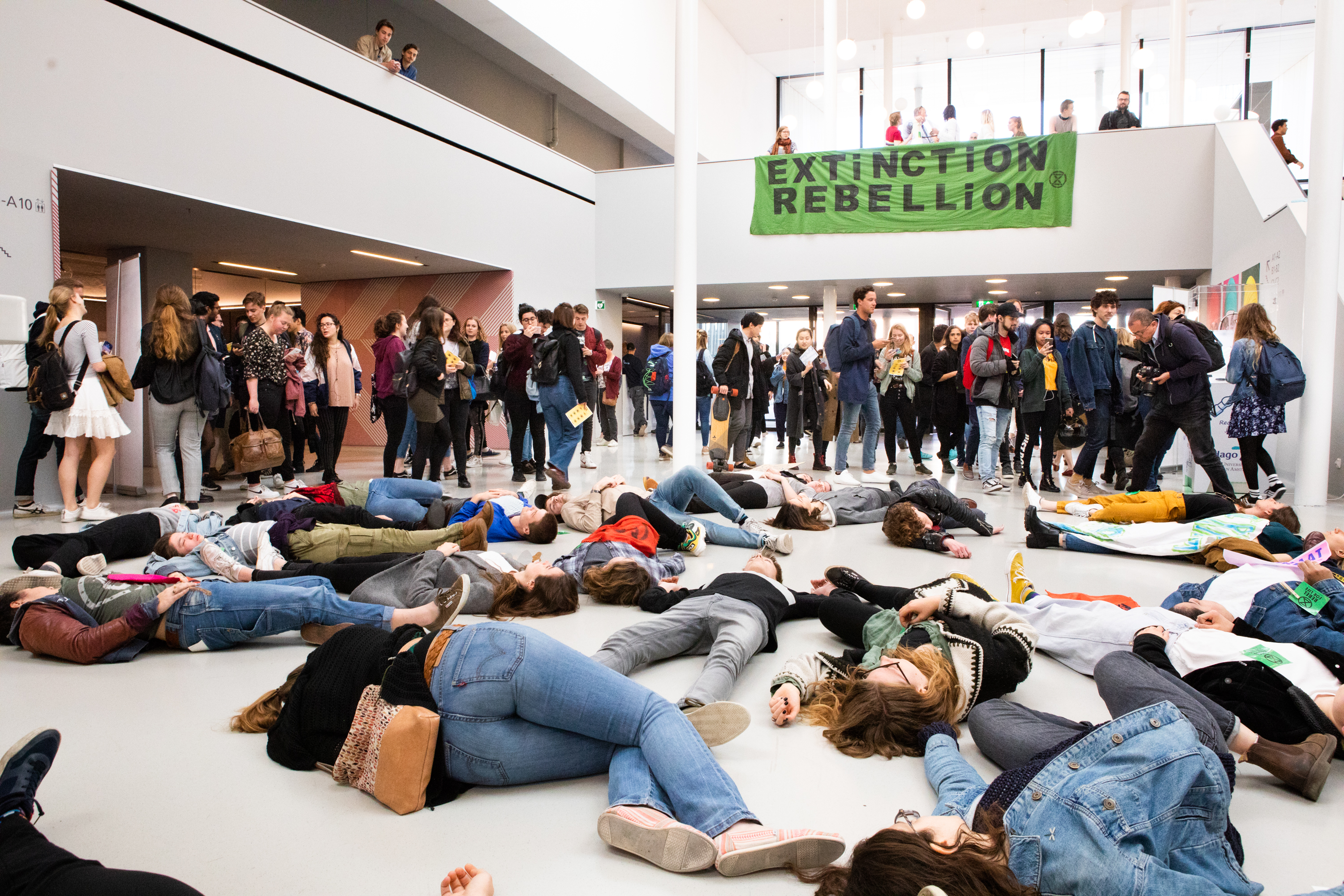
Een die-in van studenten op de campus van de UvA op 18 april 2019, bij een actie van Extinction Rebellion.

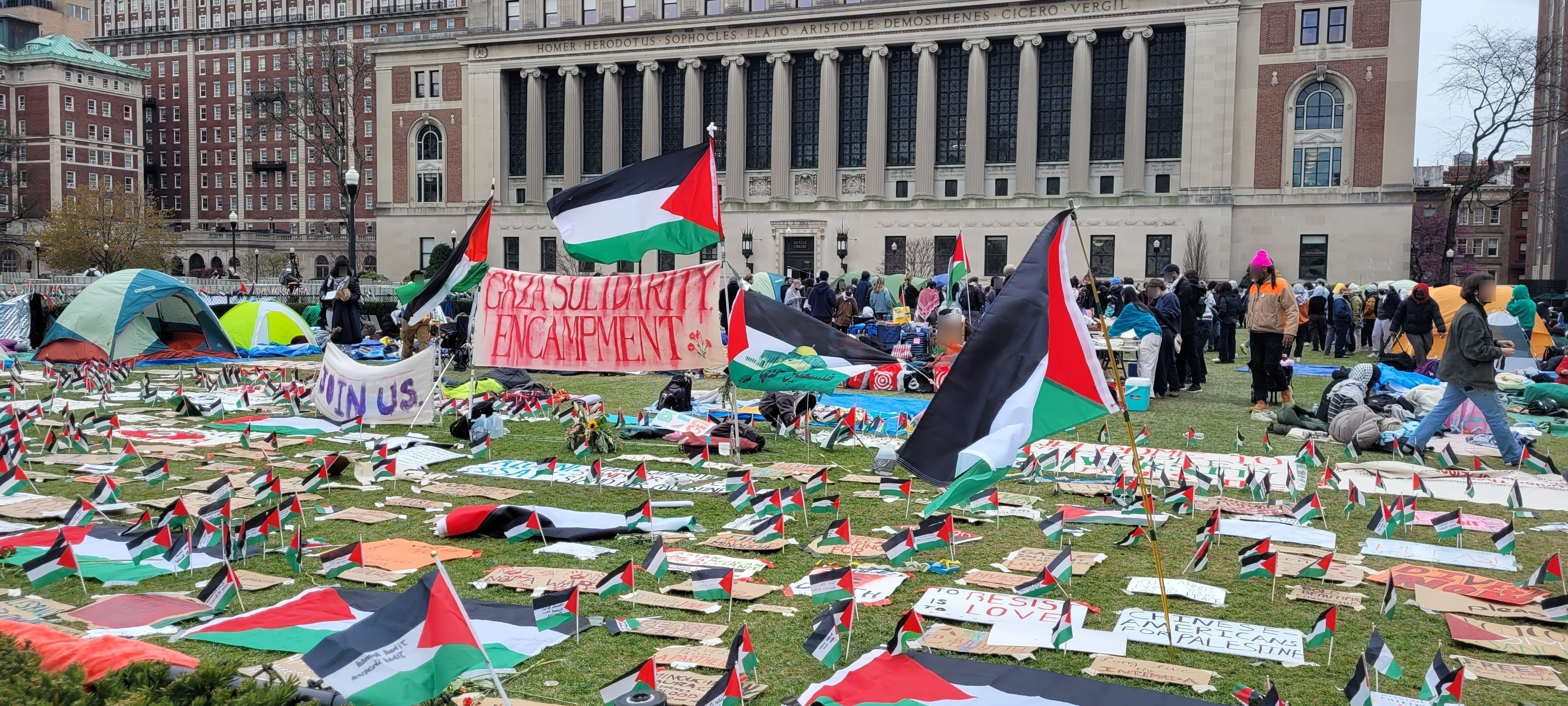
Pro-Palestijnse die-in tijdens een protestkamp op Columbia-universiteit, april 2024

Een die-in is een vorm van protest, waarbij de deelnemers allemaal tegelijk op de grond gaan liggen en zich als dood voordoen. Hiermee willen zij de aandacht vestigen op een misstand. De protestactie is doorgaans gericht tegen een wantoestand die verband houdt met dood of geweld. Het kan bijvoorbeeld gaan om oorlog, schendingen van mensenrechten waarbij levens van mensen in gevaar zijn, handel in drugs of wapens, of in bredere zin zorgen van milieubewegingen en klimaatactivisten als Extinction Rebellion, over bijvoorbeeld klimaatverandering en het verlies van biodiversiteit door het uitsterven planten- en diersoorten.
Het achtervoegsel '–in' is afgeleid van soortgelijke Engelse woorden die verwijzen naar een groepsprotest of een groepsactiviteit, zoals in sit-in, teach-in en walk-in.

## Uitingsvormen

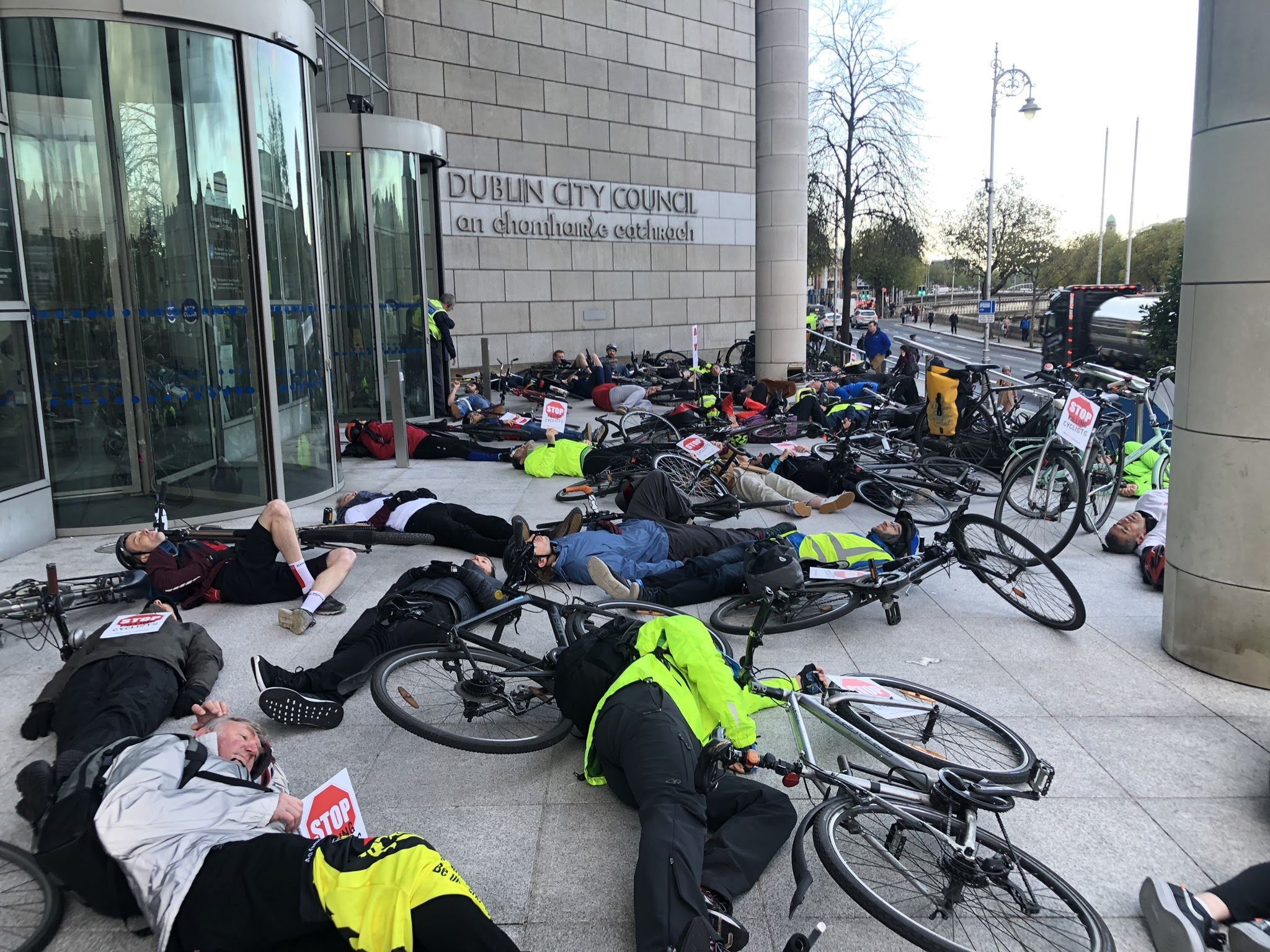
Die-in om aandacht te vragen voor de gevaarlijke positie van fietsers in het verkeer, Dublin, 2019

Met deze dramatische vorm van protest worden de emoties van het publiek rechtstreeks aangesproken. Door gebruikmaking van symboliek kan meer expliciet worden verwezen naar het onderwerp van protest. Dat kan bijvoorbeeld door middel van kleding, het gebruik van specifieke voorwerpen, door kleurgebruik of gesimuleerde verwondingen.